# 포크트 윤곽

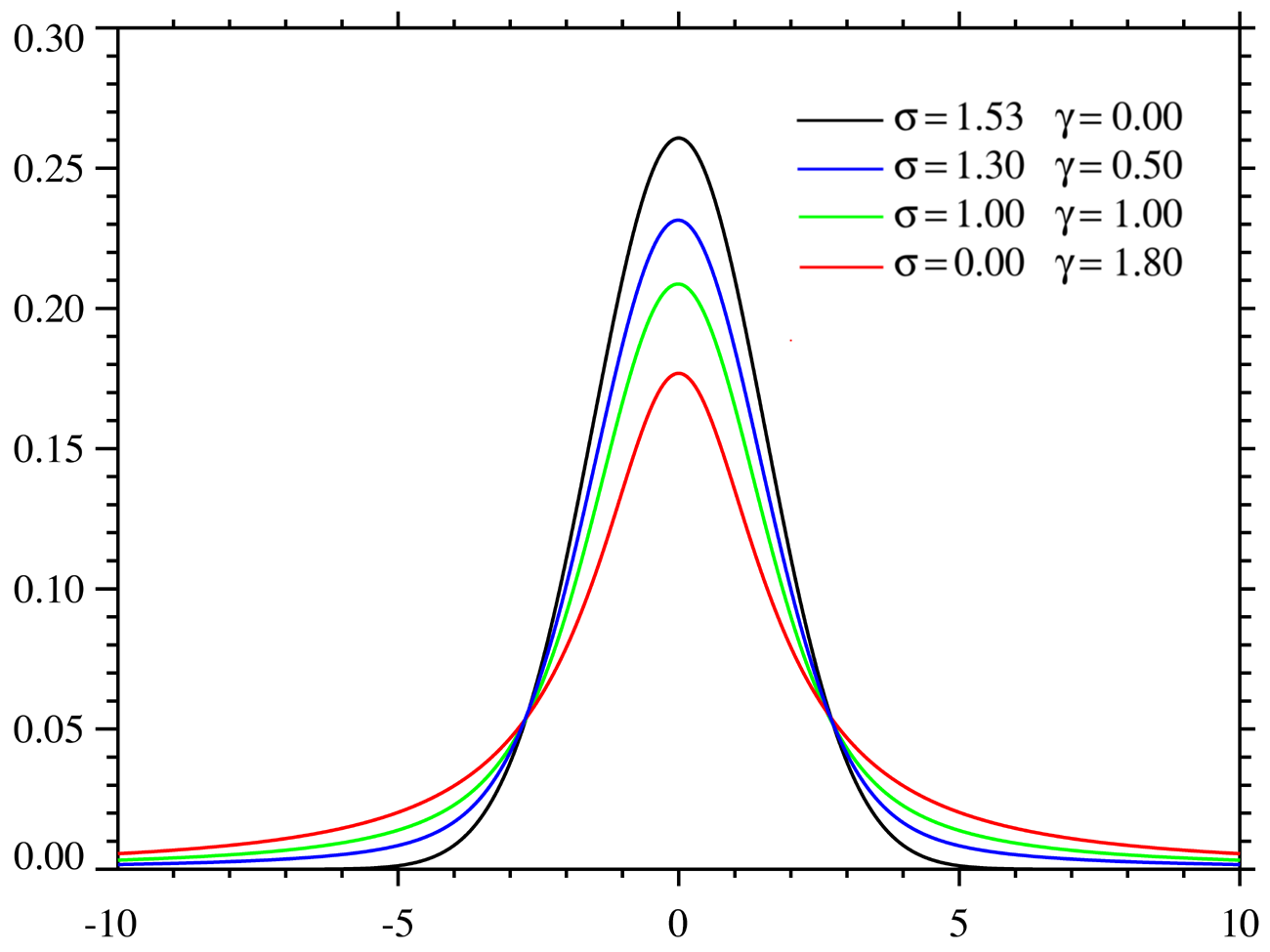
포크트 윤곽의 예.

포크트 윤곽(Voigt profile)은 분광학에서 스펙트럼선의 선폭이 보이는 분포함수이다. 독일 물리학자 볼데마르 포크트의 이름이 붙었다.
전자기파는 고유의 스펙트럼에 코시 분포(로렌츠 분포)를 가지고 있고, 그것을 분광기로 관측할 때 가우스 분포(정규분포)가 더해진다. 포크트 윤곽은 코시 분포와 가우스 분포를 합성곱한 것이다.
{\displaystyle V(x;\sigma ,\gamma )=\int _{-\infty }^{\infty }G(x';\sigma )L(x-x';\gamma )\,dx'}
이때 {\displaystyle x}는 스펙트럼선의 중앙에서부터의 빈도이고, {\displaystyle G(x;\sigma )}는 중앙의 가우스 윤곽이다.
{\displaystyle G(x;\sigma )\equiv {\frac {e^{-x^{2}/(2\sigma ^{2})}}{\sigma {\sqrt {2\pi }}}}}
그리고 중앙의 로렌츠 윤곽 {\displaystyle L(x;\gamma )}은 다음과 같다.
{\displaystyle L(x;\gamma )\equiv {\frac {\gamma }{\pi (x^{2}+\gamma ^{2})}}.}
적분 결과는 다음과 같이 나타나며
{\displaystyle V(x;\sigma ,\gamma )={\frac {{\textrm {Re}}[w(z)]}{\sigma {\sqrt {2\pi }}}}}
이때 {\displaystyle {\textrm {Re}}[w(z)]}은
{\displaystyle z={\frac {x+i\gamma }{\sigma {\sqrt {2}}}}.}
로 나타낸 Faddeeva 함수의 실수부이다.

## 포크트 함수
포크트 함수(Voigt functions) 또는 분광선 확장 함수(line broadening function) {\displaystyle U}, {\displaystyle V}, {\displaystyle H}는 다음과 같이 정의된다.
{\displaystyle U(x,t)+iV(x,t)={\sqrt {\frac {\pi }{4t}}}e^{z^{2}}{\text{erfc}}(z)={\sqrt {\frac {\pi }{4t}}}w(iz)}
{\displaystyle H(a,u)={\frac {U(u/a,1/4a^{2})}{a{\sqrt {\pi }}}}}
이때
{\displaystyle z={{(1-ix)} \over {2{\sqrt {t}}}}}이며, {\displaystyle {\text{erfc}}}는 오차함수이고 {\displaystyle w(z)}는 Faddeeva 함수이다.